# Music disk
Un music disk (ou musicdisk, littéralement « disque de musique ») est un terme utilisé dans la scène démo pour décrire une collection de pistes musicales réalisées sur un ordinateur, de façon sensiblement équivalente à un album.

## Caractéristiques
Typiquement, un music disk est packagé sous la forme d'un programme possédant une interface utilisateur propre permettant de jouer les pistes sans avoir besoin d'un autre logiciel. La partie « disk » du terme provient du fait que les music disks sont à l'origine conçus pour tenir sur une simple disquette afin d'être facilement distribués. Ce support a disparu et les music disks sont désormais généralement téléchargés en ligne sur des disques durs, mais le nom est resté.
Les pistes d'un music disk sont généralement composées à l'aide d'un tracker, un type de programme populaire dans la scène démo. Elles sont souvent dans un format module.
Dans un registre proche, un music pack fait souvent référence à une collection de pistes musicales qui n'inclut pas son propre lecteur, et un chipdisk à un music disk composé de chiptunes.